# GBW
GemeenteBelangen Woudenberg is een Nederlandse politieke partij in de Utrechtse gemeente Woudenberg. De partij is opgericht in 1946, en is daardoor een van de oudste lokale partijen.
De partij werd opgericht door C.H. Cortus en Joh. ter Maaten. De reden was dat er volgens de partij behoefte was aan een 'meer praktische benadering van de vraagstukken van het gemeentebestuur.'
De partij zit sinds 1946 met een enkele onderbreking in het college van burgemeester en wethouders. Bij de gemeenteraadsverkiezingen van 2010 kreeg de raad 5 van de 15 zetels, evenals in 2006. Bij de Gemeenteraadsverkiezingen van 2014 kreeg GBW genoeg stemmen voor een zesde zetel en nam het weer plaats in het college van B&W.